# 북성초등학교
북성초등학교는 대한민국 경상남도 창원시에 있는 공립 초등학교이다.

## 학교 연혁
- 1983년 9월 19일: 개교

## 참고 자료
- 북성초등학교 - 한국교육학술정보원 학교알리미